# Dorfkirche Molitz

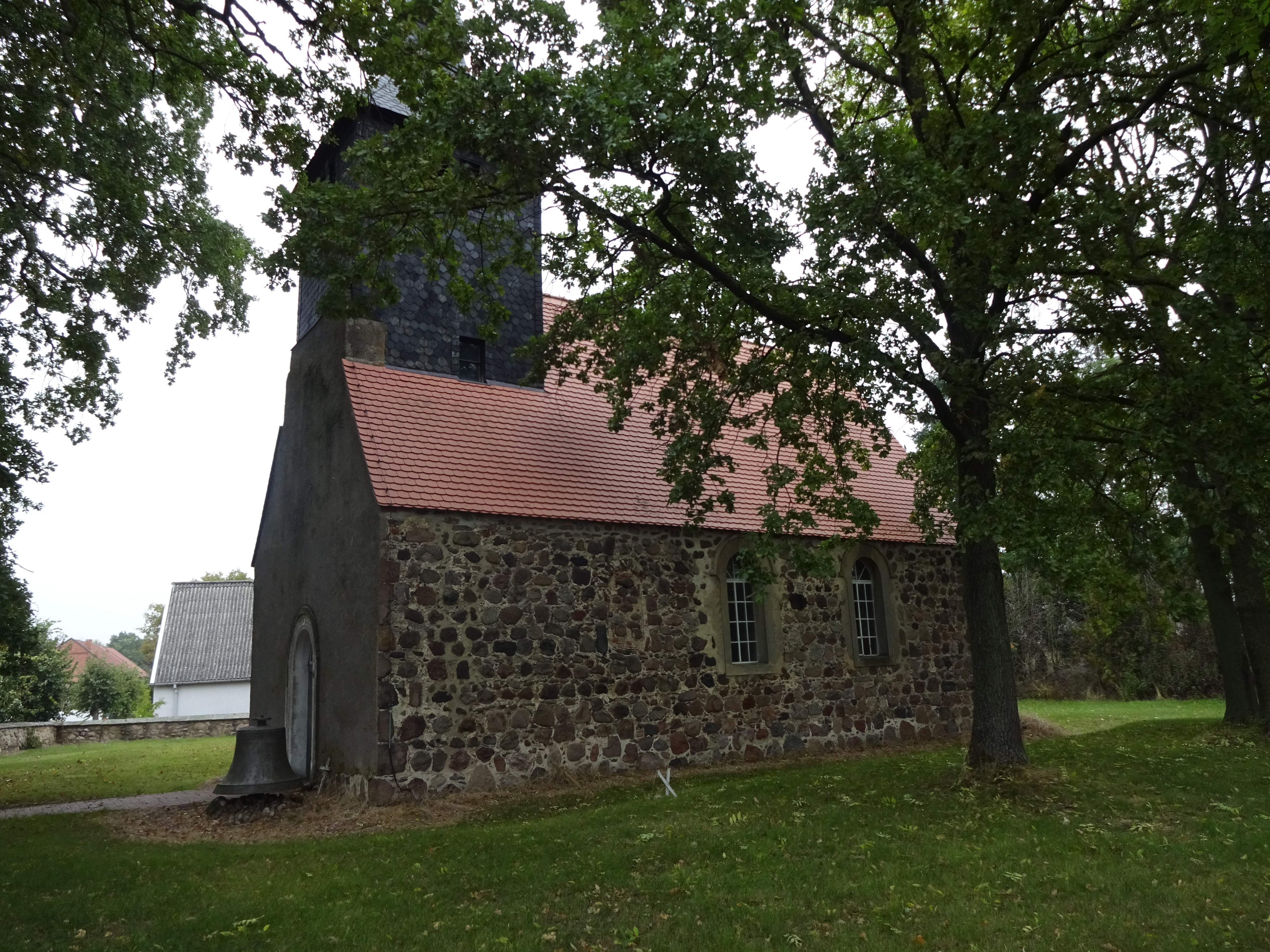
Dorfkirche in Molitz

Die evangelische Dorfkirche Molitz ist eine spätromanische Saalkirche im Ortsteil Molitz von Arendsee (Altmark) im Altmarkkreis Salzwedel in Sachsen-Anhalt. Sie gehört zur Kirchengemeinde Fleetmark-Jeetze im Kirchenkreis Salzwedel der Evangelischen Kirche in Mitteldeutschland.

## Geschichte und Architektur
Die Saalkirche in Bruchsteinmauerwerk mit halbrunder Apsis aus der Mitte des 13. Jahrhunderts trägt über dem Westteil einen verschieferten Fachwerk-Dachturm aus dem 18. Jahrhundert, der mit einer geschwungenen Haube und abgesetzter Spitze bedeckt ist. Im Innern tragen die Stützpfeiler des Turms die Westempore und sind als dorische Holzsäulen verkleidet. An der Emporenbrüstung sind drei naive Gemälde aus der Zeit um 1800 zu sehen, die Mariä Verkündigung sowie die Geburt Jesu und den Einzug in Jerusalem zeigen.
Die Kirche steht inmitten des Friedhof im Bereich des Rundlings des Rundplatzdorfes, das im Jahr 1324 erstmals genannt wurde. Sie wurde in lagig versetzten, nach Größe sortierten Feldsteinen verschiedener Größe erbaut. Auf der Südseite sind zwei große neuzeitliche Fenster eingelassen, ein vermauertes, bauzeitliches Fenster liegt oben in der Wand. Eine gleiche Fensteranordnung ist auf der Nordseite zu sehen, auf der noch zwei schmale, vermauerte Eingänge erkennbar sind, von denen der Bogen des westlichen durch ein neues Fenster beseitigt wurde. In der Apsis ist ein mittiges, neueres Fenster eingebrochen. Der Innenraum ist flach gedeckt; die Apsis ist durch einen Rundbogen mit dem Saal verbunden und durch eine Halbkuppel geschlossen.

## Ausstattung
Eine erhaltene, mittelalterliche Glocke aus dem Jahr 1461 mit einem Durchmesser von 75 cm trägt die Minuskelinschrift „ave maria gracia m cccc lxi“. Eine zweite Glocke von 1874 wurde 1917 eingezogen.
Eine kleine, 1913 noch erwähnte, wohl ebenfalls noch mittelalterliche Figur mit Mantel und Buch ist heute verschollen.